# テトテ×コネクト
『テトテ×コネクト』は、タイトーが開発・販売するアーケードゲーム。2021年12月1日稼働開始。略称は『テトコネ』。
キャッチコピーは『キモチ伝わる×ミライな音ゲー』。

## 概要
『ミュージックガンガン!』『グルーヴコースター』に続くタイトーのアーケード向け音楽ゲーム。
社交ダンスをモチーフとしており、大型タッチパネルディスプレイに映し出される等身大のキャラクターの動きに合わせて画面へのタッチやポーズを取るといった操作システムを導入している。パートナーキャラクターはプレイヤーの身長に合わせてサイズ調整が可能となっている。
ゲームプレイ料金システムは、タイトー製タイトルとしては『Left 4 Dead -生存者たち-』以来となるポイント制(GP)を採用。1曲ずつプレイするごとに消費される方式となる。
NESiCAおよびAmusement ICを使用することで、プレイデータを保存することが可能。
2019年6月7日に正式発表され、同年6月20日に本作の「除幕式」および「お披露目会」と称したプレビューイベントを開催、同月21日 - 23日にはロケテストが行われた。
当初の稼働開始時期は2019年冬期としていたが、クオリティアップとそれに伴う仕様変更を理由として2020年内へと延期、その後新型コロナウィルスの影響等で投入時期の見直しを余儀なくされたとして再延期となった。
稼働時点でラウンドワンとタイトーの2社限定稼動。
2022年3月1日より既存の楽曲譜面を順次リニューアルしている。
2024年11月30日23時59分をもってオンラインサービスを終了した。

## 登場キャラクター
ドロシィ
声 - 水瀬いのり
夢見るコンパニオンドロイド。いつも元気いっぱいで、ダンスが大好きな女の子。素敵な女の子になるのが夢で、色々なことを頑張っている。
フィエル
声 - 沢城みゆき
陽気なダンシングエンジェル。常に明るく元気な、リーダー気質なお姉様。お祭り好きな性格もあいまって、誰よりもフェスを楽しんでいる。
葦原ゆはた
声 - 島﨑信長
眠らぬ街に舞う鬼少年。踊りで災いを鎮める力を持つ鬼人。とらえどころのない性格で、整った顔立ちゆえに女性と間違われることも。
相馬みやこ
声 - 津田美波
情熱クールなダンス部長。ダンス部の頼れる部長でプロダンサー志望の高校生。普段はクールな彼女だが、ダンス中は熱い姿を見せる。
パティー
声 - 佐藤聡美
甘さたっぷり新人アイドル。歌もダンスも頑張っている、人気上昇中の新人アイドル。「素敵なお嫁さん」になるのが将来の夢らしい。
リム
声 - 小澤亜李
宇宙と大海（うみ）をつなぐ妖精。明るく元気な星と海の妖精。みんなのお手伝いをするのが大好きで、おしゃべりするのも大好き。
ナイセム
声 - 日高里菜
歴史（とき）を見つめる自動機械（オートマトン）。ある目的のためフェスに参加している人工生命体。無表情なので冷たく見られがちだが実は感情表現が苦手なだけ。
ゴアレ
声 - 杉田智和
頼れる野生。ゴリラ。昔は荒れていたが、今は頼れるリーダー。No.1になることを公言しており、それに見合った実力を持つ。

### 追加キャラクター
桃鈴ねね
声 - 桃鈴ねね
ホロライブ5期生オレンジ担当アイドルVTuber。
フラン
声 -川口莉奈
小生意気なゾンビのお姫様。

### ゲストキャラクター
初音ミク（※2022/3/31まで）
声 - 藤田咲
電子の歌姫。バーチャル・シンガー。2021年12月1日～2022年3月31日まで。 楽曲「グリーンライツセレナーデ」及び「フレテミタイ」をどちらもクリアすることで選択可能。

## 楽曲カテゴリ
※以下はローンチの楽曲タイトル。以降は月毎に新曲が追加されている
オリジナル
- キミとのテトテコネクト
- Knock Knock
- 紅色パラソル feat. Yukacco
- STARLIGHT☆FANTASY
- TAKING OFF
- Smash a mirror
- フレテミタイ

バーチャル
- Seyana.～何でも言うことを聞いてくれるアカネチャン～
- アスノヨゾラ哨戒班
- エイリアンエイリアン
- ゴーストルール
- サンドリヨン（Cendrillon） 10th Anniversary
- シャルル
- 好きって言って
- スクランブル交際
- 千本桜
- ハッピーシンセサイザ
- ロキ
- グリーンライツ・セレナーデ
- チュルリラ・チュルリラ・ダッダッダ！
- おねがいダーリン
- ロストワンの号哭
- 脱法ロック
- からくりピエロ
- KING
- ヴィラン

アニメ・ポップス
- ドラマツルギー
- POP TEAM EPIC
- 残酷な天使のテーゼ
- ようこそジャパリパークへ
- シュガーソングとビターステップ
- ただ君に晴れ
- 極楽浄土

東方アレンジ
- Bad Apple!! feat. nomico
- チルノのパーフェクトさんすう教室⑨周年バージョン
- 月に叢雲華に風
- ナイト・オブ・ニーツ

ゲーム音楽
- Heaven knows...

バラエティ
- 情熱大陸2007
- 女々しくて

## ノーツ種類
ヒット
ノーツをタッチする。
画面にタッチした最初の瞬間の位置で反応する。画面から手を話した位置から手を動かさないと反応しない。
スペシャル
ほとんどヒットと同じだが振り付けのキメの部分で使われる。
スラッシュ
矢印の方向にスワイプする。
位置と方向が合っていればノーツの端から端まで大きく移動させる必要はない。
トレース
タッチした手をガイドに合わせて動かす。
始点と終点だけではなく動きの中間部でも判定が行われている上、動く速さが一定ではないためPERFECTを獲得するためには譜面の暗記が必須となる。
ホールド
ゲージいっぱいになるまでタッチし続ける。